# Linlithgow and East Falkirk (circonscription du Parlement britannique)
Linlithgow and East Falkirk est une circonscription électorale britannique située en Écosse.